# Никсы

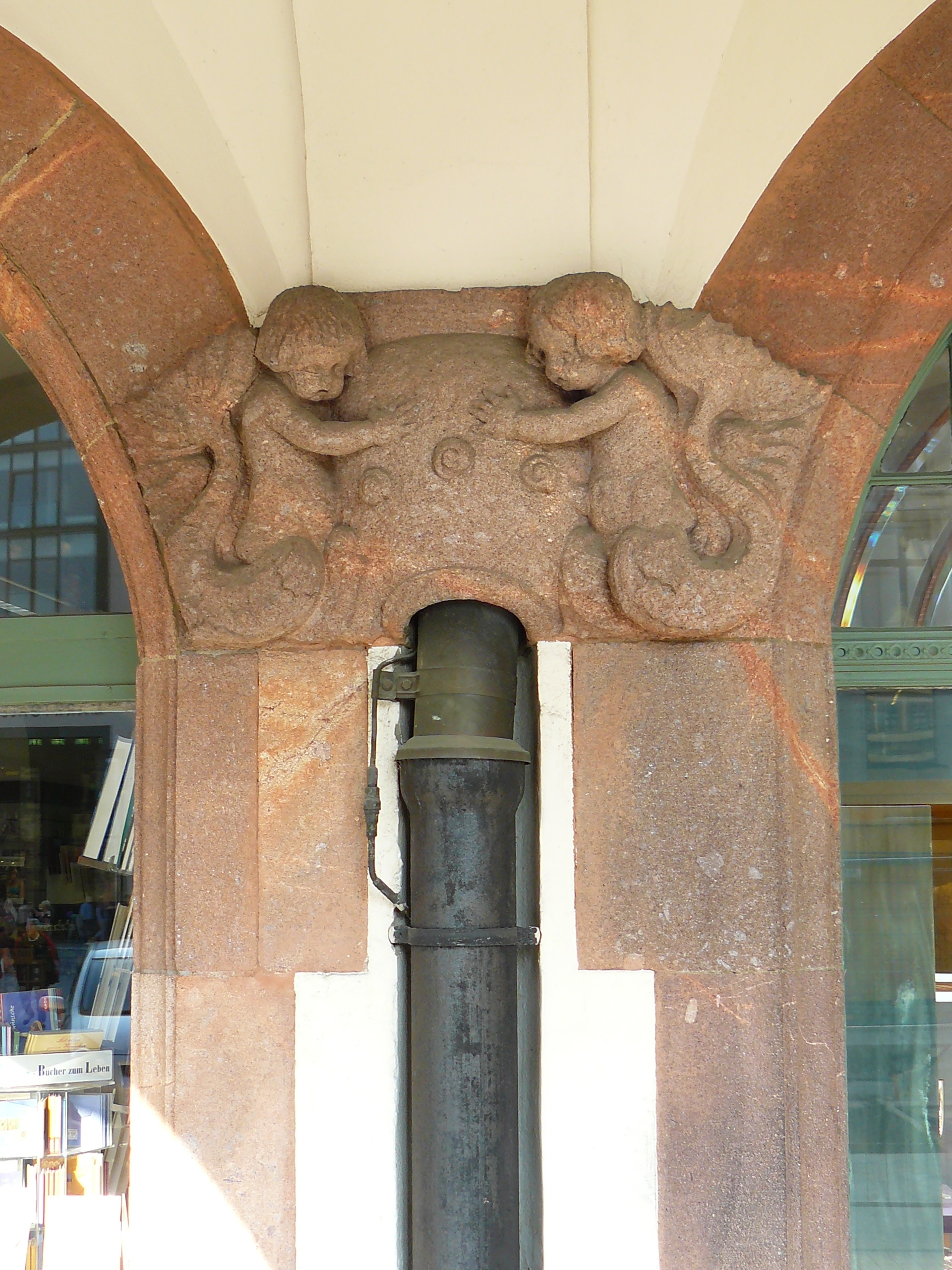
Дети с рыбьими хвостами на Старой ратуше в Лейпциге

Никсы, в других культурах называемые нёкки (англ. neck, nicker; нем. Nixe, Nixen, нидерл. nikker, nekker; дат. nøkke, швед. näck, норв. букмол nøkk, нюношк nykk, фар. nykur, исл. nykur; фин. näkki, эст. näkk) — духи и сверхъестественные существа, связанные со стихией воды и водоёмами в общегерманском и североевропейском фольклоре.
В различных регионах и разные исторические периоды никсы или нёкки изображались по-разному: если на территории современной Германии их представляли как подобных нимфам или русалкам духов воды, то в скандинавском фольклоре они изображаются в виде неизвестных и опасных существ, принимающих то облик животного, то человека. Обычно с никсами соотносится опасность, которую они могут представлять для людей, являясь природными духами, душами умерших или другими сверхъестественными существами.
Никсы фигурируют в историях всех германских народов, встречаясь под различными названиями, образованными, однако, от одного общеиндоевропейского корня. Их облик, пол и имя имеют значительные отличия у каждого народа: если немецкие никсы изображались как девушки, то скандинавские нёкки — всегда мужчины. Обычно никсов сравнивают с другими персонажами из европейского фольклора, связанными с водой, такими как русалки (морские девы) в славянских странах.

## Этимология
Имена никсов как водных духов во всех германских языках восходят к общегерманским терминам *nikwus или *nikwis(i), происходящих от праиндоевропейского корня *neigw (означает "мыть"). Он связан с санскритским nḗnēkti ("мыть"), греческими νίζω (nízō) и νίπτω (níptō) "мыть, быть вымытым", и ирландским nigther "мыть, быть вымытым".
Имя, образованное от общего праиндоевропейского корня, появляется в английском и шведском языках (англ. neck и швед. näck ). Шведская форма происходит от древнешведского др.-швед. neker, которое соответствует древнеисландскому др.-исл. nykr, и норв. nykk (норвежский нюнорск). Попав в финский язык посредством языкового взаимодействия, данное слово приняло вид фин. näkki. Древнедатская форма nikke развилось в датское и норвежское (букмол) слово дат. и норв. nøkk или nøkke. Исл. и фар. nykur используется для обозначения водных существ и духов, похожих на лошадей. Исландское слово nykur также используется для обозначения гиппопотама.
Древневерхненемецкая форма nihhus также означала «крокодил», а древнеанглийское nicor может означать как «водное чудовище», так и «гиппопотам».

## Описания в разных странах
Самыми ранними свидетельствами о никсах были сирены из эпоса Гомера «Одиссея», в которой Одиссей пытался предотвратить действие губительной песни сирен.

### Норвегия

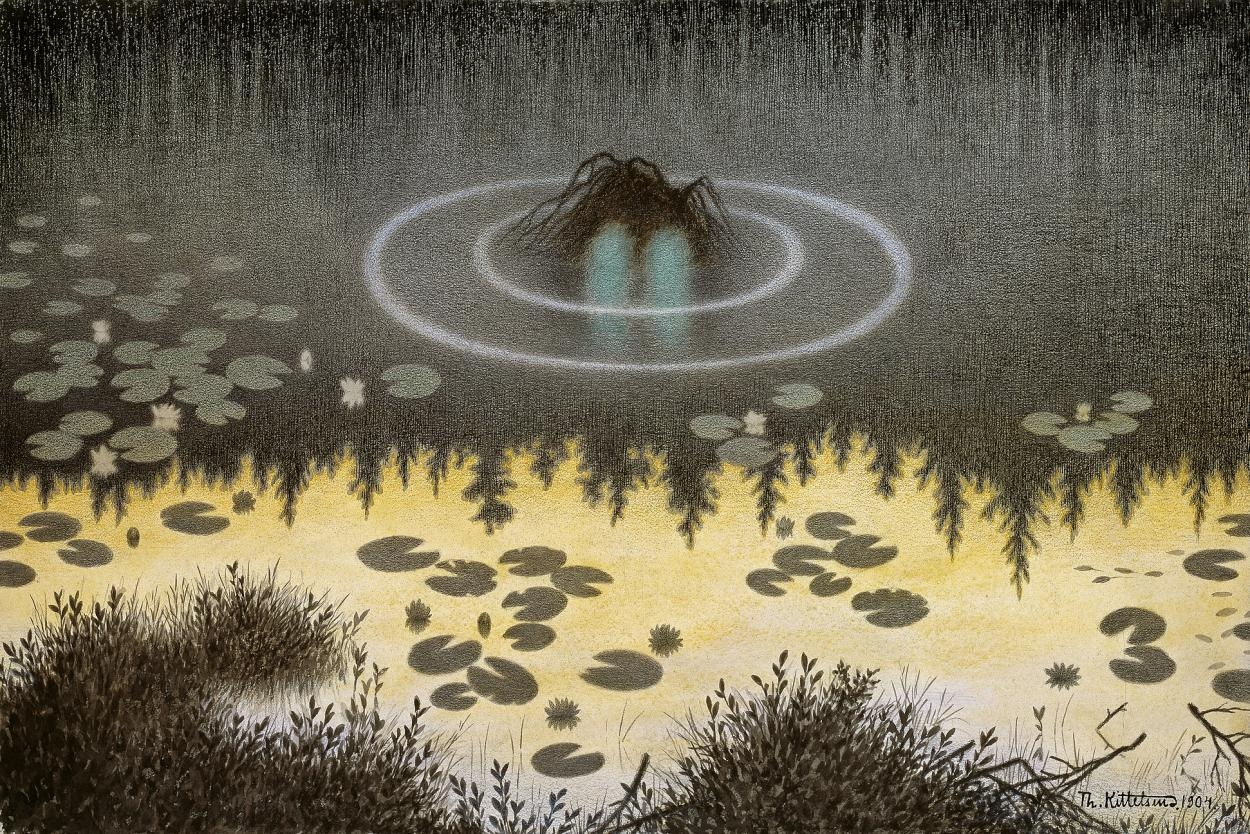
Nøkken — картина Теодора Киттельсена.

В Норвегии нёкки (норв. Nøkken) отображаются как страшные, злые существа, связанные с демонами. Они постоянно находятся около воды и пытаются заманить в неё людей и животных. Особенно опасны были они для некрещеных младенцев и беременных женщин. Также они описываются как печальные люди, живущие в одиночестве и жалующиеся на то, что они не могут попасть на небеса.
Нёкки могли использовать красивое пение и музыку, чтобы очаровывать своих жертв. В нескольких историях нёкк — мастер игры на скрипке. Есть также истории, в которых он учит людей его искусству игре на скрипке в обмен на жертву или что-нибудь ещё — например, обещание спасения и блаженства.

### Швеция

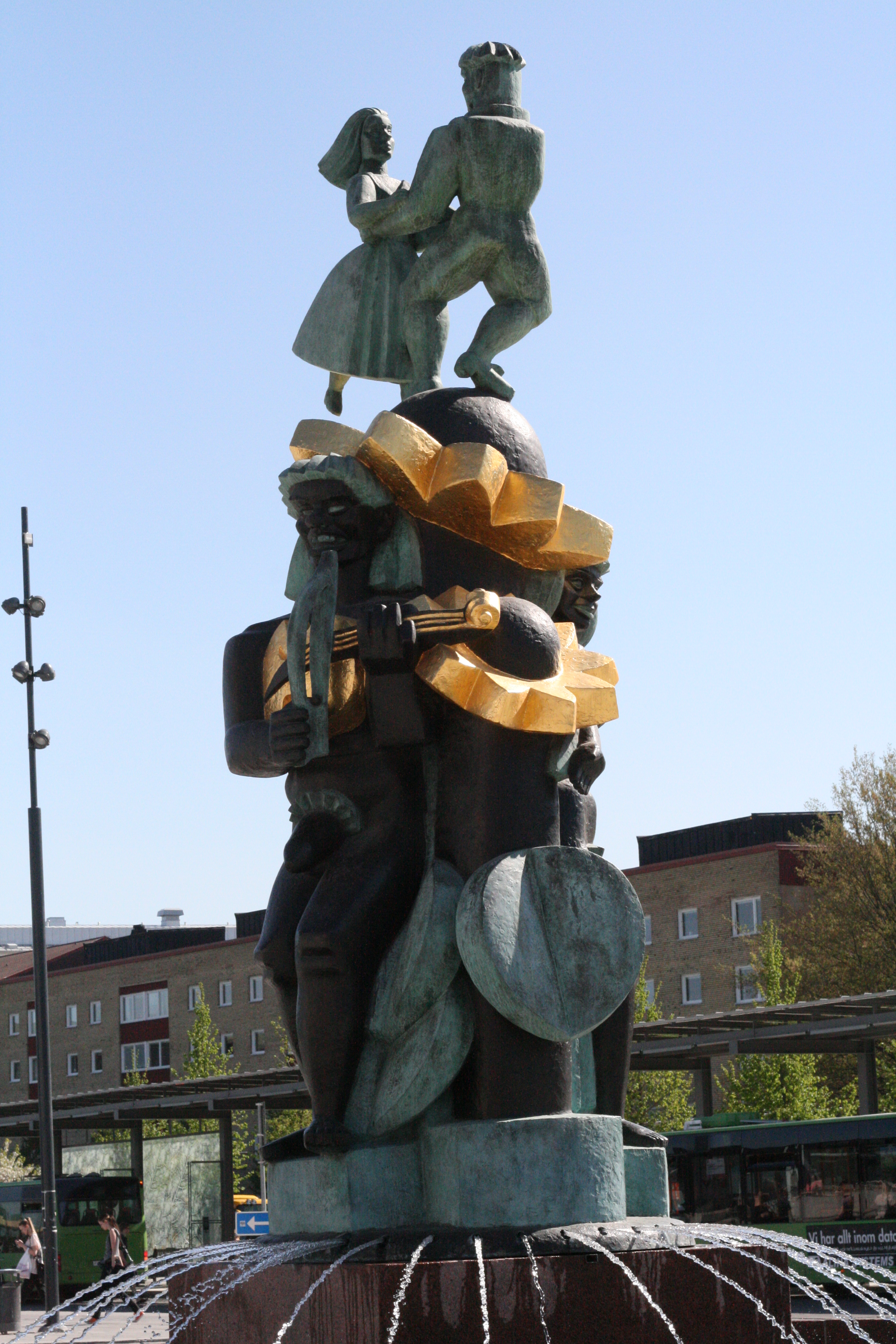
Скульптуры некков на фонтане в городе Уппсала

Некки (швед. Näcken) часто ассоциировались с не менее устрашающими существами, которых на шведском называют strömkarlen. Это подземные музыканты, жертвы которых сидели всю ночь у водопада.

### Германия

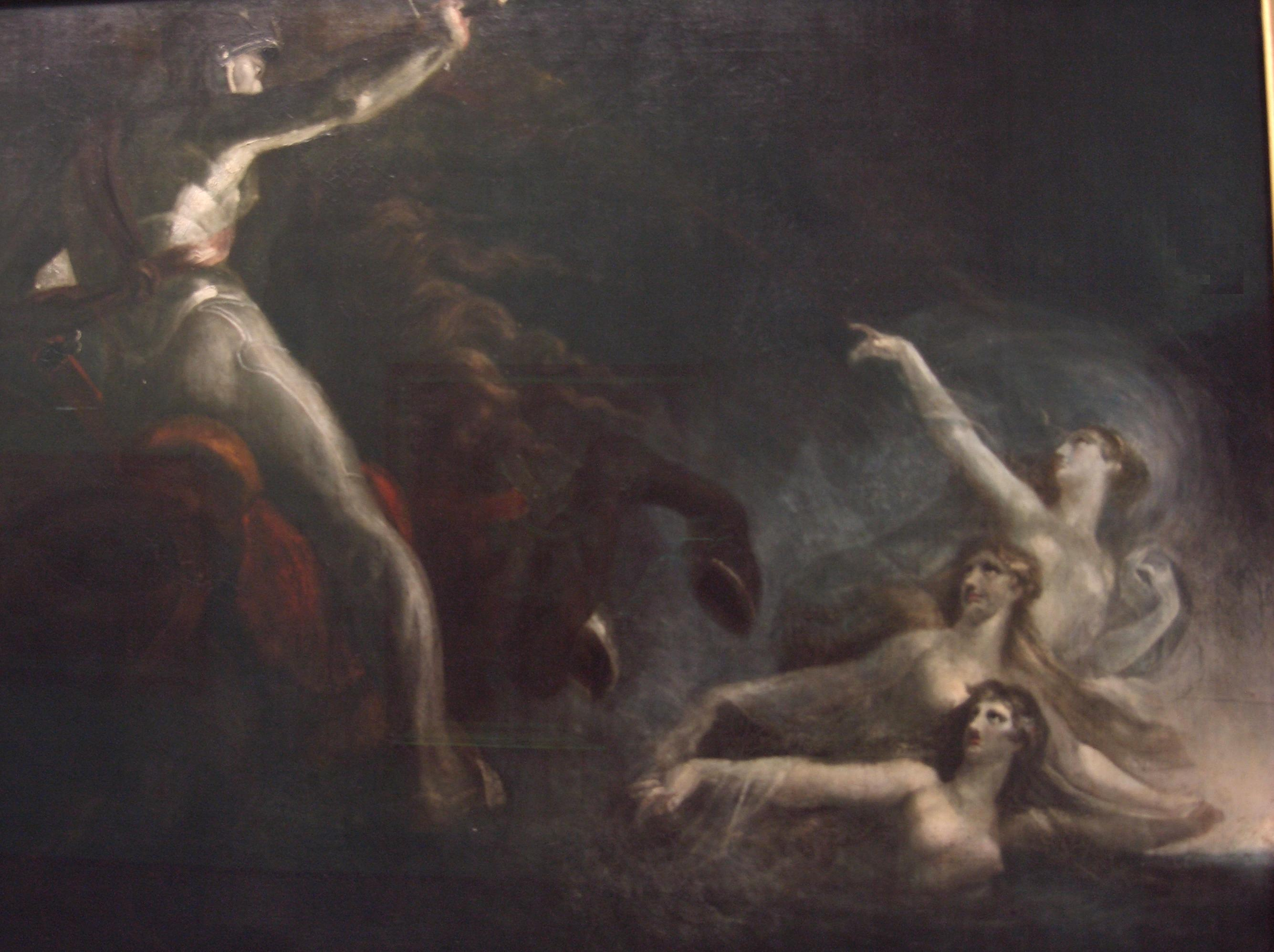
«Девы Рейна» — картина Иоганна Генриха Фюссли

Никсы в германском фольклоре стали морскими девами, которые пытаются заманить людей в воду. Они чем-то похожи на кельтскую Мелюзину и греческих сирен. Мужчины-никсы (их также называют "wassermann" — «водяной») могли быть разных форм: помимо русалок, они были рыбами, змеями и даже людьми. Женщины-никсы — красавицы с рыбьим хвостом. Когда они находятся в человеческих формах, их могут распознать по мокрому подолу одежды. Никсы изображаются как вредоносные в некоторых историях, но безобидные и дружелюбные в других.
В XIX веке Якоб Гримм причисляет никс к водным духам, которые любят музыку, песни и танцы и говорит:
«Как сирены, никсы привлекают своей песней молодежь, а затем тащат её на дно». По Гримму они могут быть людьми, однако у них есть особенности внешности, присущие животным.
Никсы с легкой подачи Рихарда Вагнера стали также известны как девы Рейна.
Одной из самых известных никс германского фольклора является Лорелея. Согласно легенде, она сидела на одной из скал на берегу Рейна (скала теперь носит её имя) и заманивала своей песней рыбаков и лодочников на скалы.

### Дания
Нёкки (дат. Nøkken) — в датском фольклоре сверхъестественные существа, которые живут в ручьях, реках и озёрах, где они привлекают людей своей игрой. Нёкки могли быть четвероногими.

### Швейцария
В Швейцарии есть легенда (миф), о никсах, живших на берегу Цугского озера (кантон Цуг).